# Ardian Gashi
Ardian Gashi (ur. 20 czerwca 1981 w Đakovicy) – piłkarz norweski pochodzenia kosowskiego grający na pozycji środkowego pomocnika. Od 2014 roku jest piłkarzem klubu Odds BK.

## Kariera klubowa
Gashi urodził się w kosowskim mieście Đakovica. Następnie wyemigrował do Norwegii i tam też rozpoczął karierę piłkarską w klubie KIL/Hemne. W latach 1998–2000 grał w nim w czwartej lidze norweskiej. W 2001 roku został zawodnikiem Molde FK. 6 maja 2001 zadebiutował w jego barwach w pierwszej lidze w wygranym 5:0 domowym spotkaniu z Bryne FK. W Molde rozegrał 4 mecze. W 2002 roku odszedł do drugoligowego FK Ørn Horten, w którym grał przez półtora roku.
W połowie 2003 roku Gashi odszedł z FK Ørn Horten do Vålerenga Fotball. W nowym zespole swój debiut zanotował 21 lipca 2003 w przegranym 0:2 domowym meczu z SK Brann. W 2004 roku osiągnął swój pierwszy sukces w karierze, gdy wywalczył z Vålerengą wicemistrzostwo Norwegii. Z kolei w 2005 roku został z nią mistrzem kraju.
W sierpniu 2006 Gashi przeszedł z Vålerengi do SK Brann. W Brann zadebiutował 11 września 2006 w zwycięskim 2:1 wyjazdowym meczu ze Stabækiem IF. W 2007 roku wraz z Brann wywalczył tytuł mistrza Norwegii.
W lipcu 2007 roku Gashi podpisał czteroletni kontrakt z Fredrikstad FK. W klubie tym po raz pierwszy wystąpił 30 lipca 2007 w meczu z Lyn Fotball (0:0). W 2008 roku został wicemistrzem Norwegii.
W grudniu 2009 roku Gashi podpisał trzyletni kontrakt ze szwedzkim Helsingborgiem. W Allsvenskan zadebiutował 14 marca 2010 w meczu z Brommapojkarną, wygranym przez Helsingborgs 1:0. W 2010 roku wywalczył wicemistrzostwo Szwecji oraz zdobył Puchar Szwecji. W maju 2014 podpisał trzyletni kontrakt z Odds BK.
| Sezon | Klub              | Kraj     | Rozgrywki    | Mecze | Bramki |
| ----- | ----------------- | -------- | ------------ | ----- | ------ |
| 1998  | KIL/Hemne         | Norwegia | IV liga      | 19    | 12     |
| 1999  | KIL/Hemne         | Norwegia | IV liga      | 17    | 10     |
| 2000  | KIL/Hemne         | Norwegia | IV liga      | 7     | 2      |
| 2001  | Molde FK          | Norwegia | Tippeligaen  | 4     | 0      |
| 2002  | FK Ørn Horten     | Norwegia | Adeccoligaen | 26    | 8      |
| 2003  | FK Ørn Horten     | Norwegia | Adeccoligaen | 13    | 1      |
| 2003  | Vålerenga Fotball | Norwegia | Tippeligaen  | 14    | 1      |
| 2004  | Vålerenga Fotball | Norwegia | Tippeligaen  | 25    | 4      |
| 2005  | Vålerenga Fotball | Norwegia | Tippeligaen  | 22    | 6      |
| 2006  | Vålerenga Fotball | Norwegia | Tippeligaen  | 15    | 0      |
| 2006  | SK Brann          | Norwegia | Tippeligaen  | 7     | 0      |
| 2007  | SK Brann          | Norwegia | Tippeligaen  | 11    | 0      |
| 2007  | Fredrikstad FK    | Norwegia | Tippeligaen  | 11    | 5      |
| 2008  | Fredrikstad FK    | Norwegia | Tippeligaen  | 25    | 3      |
| 2009  | Fredrikstad FK    | Norwegia | Tippeligaen  | 28    | 2      |
| 2010  | Helsingborgs IF   | Szwecja  | Allsvenskan  | 27    | 5      |
| 2011  | Helsingborgs IF   | Szwecja  | Allsvenskan  | 30    | 1      |
| 2012  | Helsingborgs IF   | Szwecja  | Allsvenskan  | 27    | 0      |
| 2013  | Helsingborgs IF   | Szwecja  | Allsvenskan  | 27    | 2      |
| 2014  | Helsingborgs IF   | Szwecja  | Allsvenskan  | 13    | 0      |
| 2014  | Odds BK           | Norwegia | Tippeligaen  | 11    | 0      |
| 2015  | Odds BK           | Norwegia | Tippeligaen  |       |        |

## Kariera reprezentacyjna
W reprezentacji Norwegii Gashi zadebiutował 22 stycznia 2004 roku w wygranym 3:0 towarzyskim spotkaniu ze Szwecją.
| Mecze i gole w reprezentacji | Mecze i gole w reprezentacji | Mecze i gole w reprezentacji | Mecze i gole w reprezentacji | Mecze i gole w reprezentacji | Mecze i gole w reprezentacji | Mecze i gole w reprezentacji |
| #                            | Data                         | Stadion                      | Rywal                        | Wynik                        | Gol                          | Rozgrywki                    |
| 2004                         | 2004                         | 2004                         | 2004                         | 2004                         | 2004                         | 2004                         |
| ---------------------------- | ---------------------------- | ---------------------------- | ---------------------------- | ---------------------------- | ---------------------------- | ---------------------------- |
| 1.                           | 22.01.2004                   | Hongkong, Hongkong           | Szwecja                      | 3:0                          | 0                            | towarzyski                   |
| 2.                           | 28.01.2004                   | Singapur, Singapur           | Singapur                     | 5:2                          | 0                            | towarzyski                   |
| 3.                           | 16.11.2004                   | Londyn, Anglia               | Australia                    | 2:2                          | 0                            | towarzyski                   |
| 2005                         |                              |                              |                              |                              |                              |                              |
| 4.                           | 22.01.2005                   | Kuwejt, Kuwejt               | Kuwejt                       | 1:1                          | 0                            | towarzyski                   |
| 5.                           | 25.01.2005                   | Manama, Bahrajn              | Bahrajn                      | 1:0                          | 0                            | towarzyski                   |
| 6.                           | 28.01.2005                   | Amman, Jordania              | Jordania                     | 0:0                          | 0                            | towarzyski                   |
| 7.                           | 12.10.2005                   | Mińsk, Białoruś              | Białoruś                     | 1:0                          | 0                            | el. MŚ 2006                  |
| 2012                         |                              |                              |                              |                              |                              |                              |
| 8.                           | 16.10.2012                   | Larnaka, Cypr                | Cypr                         | 3:1                          | 0                            | El. MŚ 2012                  |
| 2013                         |                              |                              |                              |                              |                              |                              |
| 9.                           | 08.01.2013                   | Kapsztad, Południowa Afryka  | Południowa Afryka            | 1:0                          | 0                            | towarzyski                   |
| 10.                          | 12.01.2013                   | Ndola, Zambia                | Zambia                       | 0:0                          | 0                            | towarzyski                   |
| 11.                          | 06.02.2013                   | Sewilla, Hiszpania           | Ukraina                      | 0:2                          | 0                            | towarzyski                   |
| 12.                          | 11.06.2013                   | Oslo, Norwegia               | Macedonia Północna           | 2:0                          | 0                            | towarzyski                   |